# Reslegyl
Reslegyl är en sjö i Karlshamns kommun i Blekinge och ingår i Bräkneån-Mieåns kustområde. Sjön är 14,3 meter djup, har en yta på 0,0362 kvadratkilometer och befinner sig 66 meter över havet.